# エージェント・オブ・ウォー
『エージェント・オブ・ウォー』（原題：War, Inc.）は、アメリカ合衆国の映画作品。

## あらすじ
元CIA職員のブランド・ハウザーは、現在は戦争請負企業で働く殺し屋として活動している。中東の国トゥラキスタンのコングロマリッド・ウジ石油の代表オマー・シャリフの暗殺を依頼されたハウザーは見本市を訪れ、政治家の息子との結婚を控えていた歌手のヨニカに接近した。彼女を暗殺に利用しようと考えるハウザーだったが、暗殺計画は難航の兆しを見せだした。

## キャスト

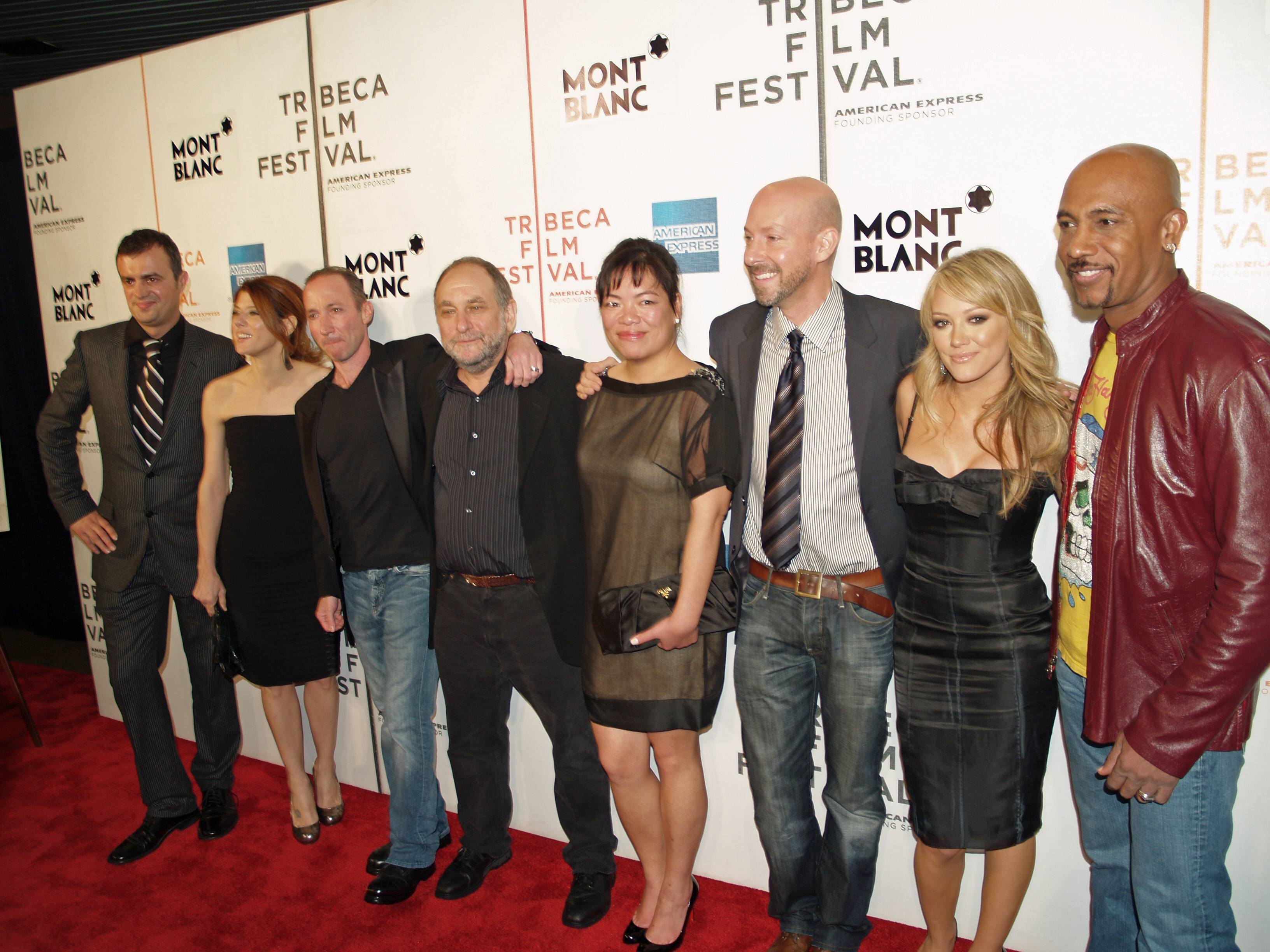
トライベッカ映画祭にて並ぶスタッフとキャストたち

| 役名               | 俳優                       | 日本語吹替 |
| ------------------ | -------------------------- | ---------- |
| ブランド・ハウザー | ジョン・キューザック       | 矢崎文也   |
| ヨニカ             | ヒラリー・ダフ             | 冠野智美   |
| ナタリー           | マリサ・トメイ             | 水野千夏   |
| マーシャ           | ジョーン・キューザック     | 深沢エミ   |
| 総督 / ウォーケン  | ベン・キングズレー         | 浦山迅     |
| 副大統領           | ダン・エイクロイド         | 広田みのる |
| ウクミフェイ       | セルゲイ・トリフノヴィッチ | 原田晃     |
| ウクユフェイ       | ネッド・ベラミー           |            |
|                    | モンテル・ウィリアムズ     |            |
| オマー・シャリフ   | リュボミール・ネイコフ     | 鈴森勘司   |
| 本人               | ジョン・マクラフリン       | 小柳基     |

- その他の日本語吹替
  - ジェリー：一馬芳和
  - MV製作：粟野志門
  - 女性記者：栗田かおり
  - コンピュータ音声：環有希
  - MV監督：そのだやすたか